# Europees systeem voor reisinformatie en -autorisatie

De landen van het Akkoord van Schengen
Schengenlanden die lid zijn van de EU
Schengenlanden die geen lid zijn van de EU (IS·N·CH·FL)
Toekomstige Schengenlanden (CY)
Samenwerkende landen (IRL)

Het Europees systeem voor reisinformatie en -autorisatie (ETIAS) (Engels: European Travel Information and Authorisation System) is het systeem voor de verstrekking van elektronische reisvergunningen voor het reizen naar het Schengengebied (Europese Unie). Het systeem had oorspronkelijk medio 2023 in werking moeten treden, maar staat nu gepland voor de eerste helft van 2025. Deze uitgebreide veiligheidscontrole zal gelden voor niet-visumplichtige onderdanen van derde landen die naar het Schengengebied reizen en wordt voor aanvang van de reis verricht. Indien nodig kan de reisautorisatie voor deze personen worden geweigerd. Het doel is om de interne veiligheid in de EU te verbeteren en illegale immigratie te voorkomen, om de volksgezondheid te beschermen en om vertragingen aan de grenzen te verminderen door personen die op één van deze vlakken een risico kunnen vormen al op te sporen voordat ze aan de grens aankomen. 
ETIAS zal gaan gelden voor burgers van 60 landen die geen lid zijn van de EU en een regeling voor visumvrij reizen met de EU hebben. In 2014 kwamen ongeveer 30 miljoen burgers zonder visum de EU binnen. 
Het ETIAS wordt ontwikkeld en beheerd door het Europees Agentschap voor het operationeel beheer van grootschalige IT-systemen op het gebied van vrijheid, veiligheid en recht (eu-LISA). De Europese Unie krijgt hiermee een elektronisch systeem voor reisvergunningen dat vergelijkbaar is met de systemen in de Verenigde Staten (ESTA), Canada (eTA), Australië (ETA), India en andere landen.

## Aanvraag en vergoeding
Na inwerkingtreding van ETIAS moeten burgers van derde landen vóór hun vertrek naar de EU online een reisautorisatie aanvragen. Voor elke aanvraag moeten volwassenen een reisautorisatievergoeding van 7 euro betalen. Voor minderjarigen jonger dan 18 jaar en volwassenen ouder dan 70 is het aanvragen gratis. De ingevulde informatie wordt automatisch gecontroleerd aan de hand van EU-databanken en de relevante databanken van Europol en Interpol om te bepalen of er aanleiding is om de aanvraag nader te onderzoeken. Als er geen overeenkomsten zijn met andere databanken of andere elementen die nader bekeken moeten worden, wordt de reisautorisatie automatisch en onmiddellijk afgegeven. Dit zou voor de meeste aanvragen het geval moeten zijn. Als er wel redenen zijn voor nader onderzoek, dan wordt de aanvraag behandeld door een van de nationale ETIAS teams (ETIAS National Unit, afgekort ENU) die in elke lidstaat worden opgericht. Meestal zal dit de lidstaat zijn die de meest recente gegevens heeft ingevoerd in de andere Europese databank waar een match mee is. In de meeste gevallen zal de ENU binnen vier dagen een beslissing nemen over de aanvraag, in uitzonderlijke gevallen kan het langer duren.
Gedurende het eerste halfjaar na de inwerkingtreding van ETIAS zal het hebben van een ETIAS reisautorisatie nog niet verplicht zijn. Hierna zullen lucht- en zeevervoerders vóór het instappen moeten controleren of burgers van derde landen die onderworpen zijn aan de reisautorisatieplicht in het bezit zijn van een geldige reisautorisatie. Vanaf drie jaar na de ingebruikname van het Etias zal deze verplichting ook gelden voor internationaal opererende vervoerders die groepen personen per bus vervoeren. De reisautorisatie zal geen automatisch recht geven op toegang of verblijf; de uiteindelijke beslissing wordt genomen door de grenswachten.

## Geldigheid
Een ETIAS-reisautorisatie zal geldig zijn voor een periode van drie jaar of tot het einde van de geldigheidsduur van het reisdocument dat bij de aanmelding geregistreerd is, afhankelijk van wat zich het eerst voordoet.

## Controle van gegevens
Het toekomstige ETIAS zal de informatie met de volgende databanken vergelijken:
- Inreis-uitreissysteem (EES) (gepland voor eind 2024)
- Schengen-informatiesysteem (SIS)
- Visuminformatiesysteem (VIS)
- Eurodac-databank (vingerafdrukherkenningssysteem)
- Europol-informatiesysteem (EIS)
- Interpol-databank voor gestolen of verloren reisdocumenten (SLTD)
- Interpol-databank voor reisdocumenten met signaleringen (TDAWN)

## In te vullen gegevens
De volgende informatie zal worden gevraagd bij het invullen van het ETIAS-formulier:
- Achternaam
- Geboortenaam
- Voornaam
- Pseudoniem
- Geslacht
- Geboortedatum
- Geboorteplaats en -land
- Nationaliteit
- Woonadres
- E-mailadres
- Telefoonnummer of mobiel nummer
- Opleiding en huidig beroep
- Het eerste EU-land waar de aanvrager op het moment van de aanvraag van plan is als eerste naartoe te reizen. De aanvrager is hierbij niet verplicht om dit land ook daadwerkelijk als eerste EU-land te bezoeken.
- Andere vragen, bijvoorbeeld over de gezondheidstoestand, over ondernomen reizen naar oorlogsgebieden of conflictregio's of waar de aanvrager is verwijderd of uitgewezen, evenals over eerdere vermeldingen in het strafregister.
- In het geval van minderjarigen moet een ouder of voogd akkoord gaan met de ETIAS-aanvraag. Informatie over de ouder of voogd wordt toegevoegd aan de aanvraag.
- Familieleden van EU-burgers uit een ander land moeten gegevens invullen over de familierelatie.